# Gemeentelijke herindelingsverkiezingen in Nederland 1988
Gemeentelijke herindelingsverkiezingen in Nederland 1988 geeft informatie over tussentijdse verkiezingen voor een gemeenteraad in Nederland die gehouden werden op 30 november 1988.
De verkiezingen werden gehouden in 22 gemeenten die betrokken waren bij een herindelingsoperatie die op 1 januari 1989 is doorgevoerd.
De volgende gemeenten waren bij deze verkiezingen betrokken:
- de gemeenten Breukelen en Kockengen: samenvoeging tot een nieuwe gemeente Breukelen;[1]
- de gemeenten Mijdrecht, Vinkeveen en Waverveen en Wilnis: samenvoeging tot een nieuwe gemeente De Ronde Venen;[1]
- de gemeenten Loenen en Nigtevecht: samenvoeging tot een nieuwe gemeente Loenen;[1]
- de gemeenten Benschop, Lopik en Polsbroek: samenvoeging tot een nieuwe gemeente Lopik;[1]
- de gemeenten Linschoten, Montfoort en Willeskop: samenvoeging tot een nieuwe gemeente Montfoort;[1]
- de gemeenten Oudewater en Snelrewaard: samenvoeging tot een nieuwe gemeente Oudewater;[1]
- de gemeenten Driebruggen en Reeuwijk: samenvoeging tot een nieuwe gemeente Reeuwijk;[1]
- de gemeenten Kamerik, Woerden en Zegveld: samenvoeging tot een nieuwe gemeente Woerden;[1]
- de gemeenten Vorden en Warnsveld: overheveling van de kernen Vierakker en Wichmond van Warnsveld naar Vorden.[2][3]

Door deze herindelingen daalde het aantal gemeenten in Nederland per 1 januari 1989 van 714 naar 702.